# Huatacondo
Huatacondo (del quechua: wataqunchu ‘donde el cóndor tiene su nido’) es un poblado y oasis que se ubica a 230 km al sureste de Iquique y a 118 km al noroeste de Ollagüe, en la Región de Tarapacá, Chile.
Es un pequeño poblado de cultivos en terrazas de 53 habitantes (según el censo de 2002), en la Comuna de Pozo Almonte. Está ubicado en la vera del antiguo Camino del Inca de Arica a Quillagua y en medio de la Pampa del Tamarugal, entre los cerros Amaculla (de 4380 m de altura) e Higuerita (4070 m).
Sus habitantes son una mezcla indoespañol, debido al paso de la campaña española en tiempos de la conquista. Dentro de los pueblos del norte destaca la gran diferencia en su gente, aspecto y sociabilidad, además de su rasgo español.

## Economía
En la época del salitre se producían frutos y flores. El pueblo en la actualidad ha cambiado pasando por una modernización en sus construcciones y accesos convirtiéndolo único en su clase con una vegetación y clima semitropical. Actualmente se hace producción de frutas y verduras en tiempo estival.
En las cercanías se encuentran los petroglifos de Tamentica, y hay zonas donde quedaron registradas las huellas de animales prehistóricos.
También se puede visitar la cascada petrificada y las paredes verticales con huellas de dinosaurios impresas.
Inmediatamente al norte del poblado se encuentran los Baños de Majala.

## Festividades
En lo religioso se venera la virgen de la Asunción el día 15 de agosto (feriado legal) donde concurren más de 2.000 personas entre descendientes y amigos del pueblo. la celebración dura aproximadamente 8 días, realizando las siguientes fiestas:
- 14 y 15 de agosto Celebración de la Virgen del Asunción.
- 16 y 17, Celebración del Patrón del pueblo San Salvador.
- 18 y 19, Celebración del Corpus Cristi.
- 20 y 21, octava de la Virgen.

(estas fechas puedes sufrir modificaciones según la organización de cada año)
En el terremoto del 2005, la iglesia del pueblo, que data del siglo XVII, quedó destruida y fue reparada por una compañía minera de la zona y entregada a la comunidad en agosto del 2010.

## Proyecto de Electrificación Sustentable
En septiembre de 2010, Huatacondo se convirtió en la primera localidad chilena en generar su electricidad por medio de una microred aislada con el denominado Proyecto ESUSCON (Electrificación Sustentable Cóndor). El sistema eléctrico cuenta con aportes energéticos de una turbina eólica, paneles solares, un banco de baterías y un grupo electrógeno. La microred realiza una gestión optimizada de los recursos energéticos locales -viento y radiación solar- de modo de minimizar el consumo de combustible diésel.